# The Three Passions
As Três Paixões (em inglês:  The Three Passions) é um um filme mudo britânico de 1928, do gênero drama, dirigido por Rex Ingram e estrelando Alice Terry, Iván Petrovich e Shayle Gardner. Foi baseado em um romance de Cosmo Hamilton.

## Elenco
- Alice Terry - Lady Victoria Burlington
- Iván Petrovich - Philip Burlington
- Shayle Gardner - Lord Bellamont
- Clare Eames - Lady Bellamont
- Leslie Faber - Aloysius
- Gerald Fielding - Bobbie
- Andrews Engelmann